# Notolomatia albata
Notolomatia albata är en tvåvingeart som först beskrevs av Hesse 1936.  Notolomatia albata ingår i släktet Notolomatia och familjen svävflugor. Inga underarter finns listade i Catalogue of Life.